# Капрі
Ка́прі (італ. Capri) — острів у Тірренському морі (частина Середземного моря), що входить до складу Італійської провінції Неаполь в регіоні Кампанія. Популярний морський курорт ще з часів Римської республіки.

## Географія
Острів Капрі міститься в південній частині Неаполітанської затоки, приблизно за 10 км на південний захід від краю Соррентського мису. Площа острова становить приблизно 10,2 км². Головним містом є однойменний населений пункт — Капрі, до нього примикають дві гавані — Маріна-Піккола й Маріна-Гранде. Ще одним значним містом є Анакапрі. На північному узбережжі перебуває одна з найпопулярніших пам'яток острова — Блакитний грот.

## Історія
Грецький географ Страбон висловив припущення, що колись Капрі був частиною материка. Згодом його гіпотеза була підтверджена численними археологічними дослідженнями. Місто було населене ще з давніх часів. Светоній пише, що при побудові вілли для Августа були знайдені людські кістки і кам'яна зброя. Сучасні дослідження свідчать, що люди населили цю територію ще в епоху палеоліту або неоліту. За часів античності острів колонізували греки. Страбон писав у своїй «Географії», що вони заснували два міста, які потім перетворилися у одне.
До 29 року до н. е. острівець належав Неаполю, союзнику Рима. Згодом імператор Октавіан Август, якого вразила краса Капрі, виміняв його у неаполітанців і побудував там свою резиденцію. Проте найбільше часу на Капрі проводив наступник Октавіана Тиберій. У 27 році він там взагалі оселився і жив до смерті, 10 років. Там Тиберій наказав побудувати для нього 12 вілл. Светоній у своєму творі «Життя дванадцяти цезарів» описує, що на острові імператор віддавався педофілії та наказував страчувати всіх без розбору. Принцепс тільки двічі ненадовго повернувся до Рима. У 182 році імператор Коммод заслав на Капрі свою сестру Луціллу, де вона згодом була вбита.

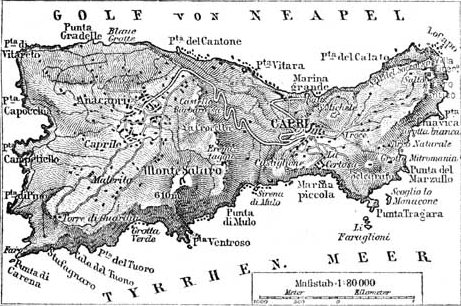
Німецька карта Капрі

Після падіння Західної Римської імперії Капрі знову став домініоном Неаполя і часто атакувався піратами. У 866 році король Людовик II передав острів Амальфі у подяку за звільнення єпископа з полону. Згодом Капрі переходив з рук у руки різних племен і народів. У той час він найбільше піддавався піратським атакам. 1528 року його придбав Дж. Пеллегріно. За часів правління Карла V на острів двічі нападав турецький флот.
У XIX ст. Капрі використав як військовий гарнізон Наполеон I, хоча будівництво військових об'єктів погано впливало на стан архітектурних пам'яток. 1808 року острів відбили британці, а після закінчення Наполеонівських війн він перейшов у власність династії Бурбонів, яка володіла Неаполем. У XIX і XX століттях Капрі відвідало багато відомих людей, зокрема Норман Дуглас, Фрідріх Альфред Крупп, Крістіан Вільгельм Аллерс, Еміль Адольф фон Берінг, Аксель Мунте, Михайло Коцюбинський, Максим Горький і Володимир Ленін.

## Туризм
Капрі є відомим туристичним курортом, який часто відвідують італійці і люди з інших країн. Особливої популярності у плані туризму острів набув у 1950-х роках. Влітку острів часто відвідують туристи, особливо екскурсанти із Наполі та Сорренто. Проте в останні роки впроваджуються деякі  обмеження для туристів на відвідування острова. Так, починаючи з 22 червня 2024 року, запроваджено тимчасову заборону на відвідування острова з туристичною метою. Як зазначає агентство AFP, влада острова пояснює це рішення «надзвичайною ситуацією», що пов'язана з нестачею питної води.

## Галерея
|                  |
| Вілли на острові |

|                             |
| Панорама центру міста Капрі |

|                        |
| Вигляд із Монте Соларо |

|                                   |
| Капрі із висоти пташиного польоту |

|               |
| Море на Капрі |

|                         |
| Вигляд із вілли Августа |

|                                           |
| Блакитний грот — один із символів острова |